# Васильев, Николай Леонидович
Николай Леонидович Васильев (25 июля 1955, Саранск — 23 мая 2021) — российский филолог, лингвист, литературовед; доктор филологических наук, профессор Национального исследовательского Мордовского государственного университета им. Н. П. Огарёва (Саранск). Член Союза журналистов России (1989), Союза писателей России (1994). Автор более 700 научных, научно-популярных и учебно-методических публикаций.

## Биография
Отец — Л. Г. Васильев (1924—2002), кандидат филологических наук, доцент Мордовского университета, член Союза писателей СССР; работал на одной кафедре с М. М. Бахтиным; единственный официальный соавтор последнего. Мать — Р. М. Васильева, учитель русского языка и литературы, пенсионер.
В 1977 году окончил филологический факультет Мордовского государственного университета. С 1977 года — аспирант, заведующий кабинетом русского языка, преподаватель кафедры русского языка; с 1978 года, в связи со смертью научного руководителя, — в целевой очной аспирантуре при Горьковском университете им. Н. И. Лобачевского; руководитель — заведующий кафедрой истории русского языка и сравнительно-исторического славянского языкознания профессор Н. Д. Русинов (1923—1998), консультант — заведующий кафедрой современного русского языка и общего языкознания профессор Б. Н. Головин (1916—1984).
С 1981 года работал на кафедре русского языка МГУ им. Н. П. Огарева (в 1985—1987 исполнял обязанности заведующего кафедрой). Читал учебные курсы «Современный русский язык», «История русского литературного языка», «Общее языкознание; История языкознания», «Математические методы в лингвистическом исследовании» и др. В 2001—2011 по совместительству вёл курс русской литературы и спецкурс по литературному краеведению на кафедре литературы Мордовского государственного педагогического института им. М. Е. Евсевьева. Стажировался, в частности, в МГУ им. М. В. Ломоносова (1987), Институте лингвистических исследований РАН (2013, 2016).

## Научная деятельность
С 1974 года вёл исследования под руководством профессора П. Г. Черемисина (1921—1978), являвшегося учеником акад. В. В. Виноградова. В 1981 году защитил кандидатскую («Научная лексика в литературном творчестве А. С. Пушкина»), в 1994 — докторскую диссертацию («Поэзия А. И. Полежаева в контексте русской литературы»; научный консультант — профессор А. А. Илюшин). Доцент (1990), профессор (1996).
Основные направления исследований:
- история русской классической литературы и литературно-художественного языка,
- теория языка,
- русистика,
- писательская лексикография,
- история советской филологии,
- литературное краеведение.

В 1996—2000 — заместитель председателя специализированного совета по защите кандидатских диссертаций по специальностям «Теория культуры» и «Прикладная культурология» (при Мордовском университете). Член совета по защите кандидатских и докторских диссертаций по специальностям «Литература народов Российской Федерации» и «Финно-угорские и самодийские языки» (при Мордовском университете, с 1996); член совета по защите кандидатских и докторских диссертаций по специальностям «Литература народов Российской Федерации — мордовская литература», «Русская литература» (при МГПИ им. М. Е. Евсевьева, 1997—2015).
Обладатель 8 грантов Российского гуманитарного научного фонда, исполнитель других грантовских программ этого фонда. В 2004—2005 гг., по приглашению финского исследователя М.Ляхтеэнмяки, участвовал в реализации совместного научного проекта по изучению истории советского языкознания 1920-х гг., поддержанного грантами Академии наук Финляндии.
Участник многих международных конференций — в Белоруссии, Украине, Венгрии, Бразилии, Финляндии, Великобритании, Болгарии, Франции, Греции, Канаде, Испании, Китае, Италии, Турции, Сербии, Швеции. Член редколлегии журналов «Диалог. Карнавал. Хронотоп» (Москва, 2009—2010), «Bakhtiniana. Revista de Estudos do Discurso» (Сан-Паулу, с 2018 г.), «Русский язык и литература в школах Кыргызстана» (Бишкек, с 2018 г.), «Бахтинский вестник» (Саранск, с 2019 г.). Научные контакты связывают исследователя с учеными стран Западной Европы, Северной и Южной Америки, Азии. Работы публиковались и рецензировались в ведущих российских изданиях и за рубежом (более чем в 20 странах); переводились на английский, французский, португальский, итальянский, мордовские языки.

### Избранные труды
- Научная лексика в литературном творчестве А. С. Пушкина: Автореф. дис. … канд. филол. наук. Горький, 1981. 27 с.
- А. И. Полежаев: Проблемы мировоззрения, эстетики, стиля и языка. Саранск: Мордов. кн. изд-во, 1987. 232 с.
- А. И. Полежаев: Библиографический указатель. 2-е изд. Саранск: Тип. Мордов. ун-та, 1988. 80 с. (в соавторстве с Н. Д. Николаевой).
- Научная лексика в языке А. С. Пушкина: Учебное пособие. Саранск: Тип. Морд. ун-та, 1989. 92 с.
- А. И. Полежаев и русская литература. Саранск: Изд-во Мордов. ун-та, 1992. 168 с.
- Поэзия А. И. Полежаева в контексте русской литературы: Автореф. дис. … д-ра фи-лол. наук. М., 1994. 33 с.
- А. И. Полежаев в истории русского литературного языка: Программа, методические рекомендации и материалы к спецкурсу. Саранск: Изд-во Мордов. ун-та, 1995. 40 с.
- Словарь языка А. И. Полежаева. Саранск: Изд-во Мордов. ун-та, 2001. 88 с.
- Жизнь и деяния Николая Струйского, российского дворянина, поэта и верноподданного. Саранск: Мордов. кн. изд-во, 2003. 192 с.
- Летопись жизни и творчества А. И. Полежаева // Материалы Международной научной конференции, посвященной 200-летию со дня рождения А. И. Полежаева (22-24 сентября 2004 г., г. Саранск). Материалы к научной биографии поэта. Саранск: Изд-во Мордов. ун-та, 2005. С. 152—374.
- Полежаевиана: Библиографический указатель // Материалы Международной науч-ной конференции, посвященной 200-летию со дня рождения А. И. Полежаева (22-24 сентября 2004 г., г. Саранск). Материалы к научной биографии поэта. Саранск: Изд-во Мордов. ун-та, 2005. С. 491—571 (в соавторстве с Н. Д. Николаевой).
- А. И. Полежаев: Библиографический указатель (1988—2005 гг.). Саранск: Изд-во Мордов. ун-та, 2005. 44 с. (в соавторстве с Н. Д. Николаевой).
- Словарь языка А. А. Дельвига. М.: Флинта, Наука, 2009. 148 с. (в соавторстве с Д. Н. Жаткиным).
- Д. Ю. Струйский (Трилунный): биография, творчество, библиография. Саранск: Изд-во Мордов. ун-та, 2010. 284 с.
- Д. Ю. Струйский (Трилунный): Биография, творчество, библиография. 2-е изд., исправ. и доп. Saarbrücken: LAP LAMBERT Academic Publishing, 2011. 330 с.
- Александр Иванович Полежаев: Летопись жизни и творчества. Saarbrücken: LAP LAMBERT Academic Publishing, 2012. 321 с.
- Михаил Михайлович Бахтин и феномен «Круга Бахтина»: В поисках утраченного времени. Реконструкции и деконструкции. Квадратура круга. М.: ЛИБРОКОМ, 2013. 408 с. (2-е изд., стереотип. — М., 2014).
- О Пушкине: язык классика, поэтика романа «Евгений Онегин», писатель и его современники. Саранск: Тип. «Красный Октябрь», 2013. 388 с. (серия «Монографии участников „Болдинских чтений“»).
- Русские писатели в мордовском крае (XVIII — начало XX в.): Словарь-справочник. Саранск: Мордов. кн. изд-во, 2013. 176 с.
- Словарь поэтического языка Н. П. Огарева. Саранск: Изд-во Мордов. ун-та, 2013. 124 с.
- Словарь Н. М. Языкова. М.: Флинта: Наука, 2013. 120 с. (в соавторстве с Д. Н. Жаткиным).
- Теория языка. Русистика. История советской лингвистики. М.: Ленанд, 2015. 368 с.
- Словарь поэтического языка П. А. Вяземского (с приложением малоизвестных и непубликовавшихся его стихотворений). М.: Флинта; Наука, 2015. 424 с. (в соавторстве с Д. Н. Жаткиным).
- Словарь поэтического языка Д. В. Давыдова. М.: Флинта; Наука, 2016. 100 с. (в соавторстве с Д. Н. Жаткиным).
- Словарь поэтического языка Е. А. Баратынского. М.: Флинта, Наука, 2016. 156 с. (в соавторстве с Д. Н. Жаткиным).
- Словарь поэтического языка Н. М. Карамзина: монография. — М.: Флинта, Наука, 2016. 80 с. (в соавторстве с Д. Н. Жаткиным).
- Словарь поэтического языка Д. В. Веневитинова: монография. М.: Флинта; Наука, 2017. 108 с. (в соавт. с Д. Н. Жаткиным).
- Словарь поэтического языка К. Ф. Рылеева: монография. Пенза: Изд-во ПензГПИ, 2017. 100 с. (в соавт. с Д. Н. Жаткиным).
- Словарь поэтического языка И. И. Дмитриева: монография. М.: Флинта; Наука, 2017. 128 с. (в соавт. с Д. Н. Жаткиным).
- Словарь поэтического языка К. Н. Батюшкова: монография. М.: Флинта; Наука, 2018. 97 с. (в соавт. с Д. Н. Жаткиным).
- Из литературного наследия Д. И. Морского: Переписка. Воспоминания. Рецензии. Неопубликованные произведения. М.: Флинта, 2020. 490 с., с илл. (в соавт. с Д. Н. Жаткиным).

### Литературно-критические и публицистические работы
- О поэзии Владимира Высоцкого // Сов. Мордовия. 1982. 2 сент.
- На родине Полежаева // Лит. газета. 1988. 10 февр. С. 7.
- «Вот память добрых о поэте!» (Новое издание Полежаева) // Кн. обозр. 1989. № 43. С. 4.
- «Бессмертия у смерти не прошу…» [об И. А. Бродском] // Изв. Мордовии. 1996. 12 марта.
- Пророчества Полежаева // Лит. Россия. 1998. № 15 (10 апр.). С. 15.
- Бермудский треугольник любви: Пушкин, Гончарова, Дантес // Мордовия — 7 дней. 1999. № 4 (21 янв.). С. 7.
- Поэт под пулями [об А. И. Полежаеве] // Лит. Россия. 2001. № 8 (23 февр.). С. 13.
- Бахтин и его соавторы: История вопроса об авторстве «спорных текстов» в российской бахтинистике // Лит. Россия. 2003. № 29 (18 июля). С. 13-14.
- Заметки о русском… // Лит. Россия. 2003. № 35 (29 авг.). С. 6.
- Профессор Черемисин, или Памятные сюжеты эпохи застоя… // Голос Мордовского университета. 2004. № 2. С. 4-5.
- «И друзья, злодеи скрытные, злобно предали меня!»: Кто предал Сашку Полежаева? // Лит. Россия. 2005. № 38 (23 сент.). С. 14.
- Из воспоминаний об отце // Голос МГУ [им. Н. П. Огарева]. 2009. № 8 (20 апр.). С. 5; № 9 (1 мая). С. 5.
- Мордовский университет в судьбе М. М. Бахтина // Голос Мордовского университета. 2015. № 19 (16 нояб.). С. 4.
- Провинциальный и провиденциальный Бахтин // Лит. Россия. 2017. № 5 (10 февр.). С. 8-9.

### Художественные тексты
- [Стихи] // Родник: Лит.-худ. сб. / Сост.: В. С. Ионова, К. В. Смородин. Саранск: Мордов. кн. изд-во, 1991. С. 137—140.
- Избранное: Стихи. Саранск: Тип. ЦНТИ, 1998. 38 с.
- [Стихи] // Отчий дом: Лит.-худож. альманах / Сост. В. А. Федосеев. Саранск: Тип. «Красный Октябрь», 2006. С. 120—123.
- Мой астероид: Стихи // Корни: Лит.-худ. альманах / Сост. В. А. Федосеев. Саранск: Книга, 2007. С. 175—179.
- Сам тестирую судьбу [стихи] // Лит. Россия. 2007. № 13 (30 марта). С. 15.
- Я уже ничего не боюсь: Стихи // Корни: Лит.-худ. альманах / Сост. В. А. Федосеев. Вып. 4. Саранск: Книга, 2008. С. 226—228.
- [Стихи] // Русская поэзия Мордовии: Опыт антологии / Сост. В. А. Федосеев. Саранск: Книга, 2012. С. 310—317.
- [Стихи] // Поэзия мордовского края: Антология / Сост. К. В. Смородин. Саранск: Изд-во молодежного журнала «Странник», 2012. С. 428—429.
- Моим читательницам // Антология одного стихотворения / Сост. А. А. Громыхин. Саранск: Лит. фонд России, 2012. С. 64-65.
- Воспоминание о будущем [Стихи] // Антология одного стихотворения о любви / Сост.: Ж.Тундавина, С.Белоключевский. Саранск: Лит. фонд России, 2013. С. 39-40.

## Шахматист
Чемпион Саранска (1972) и Мордовии (1983) по шахматам, мастер ФИДЕ (2002). Выигранные партии публиковались на страницах республиканских и центральных изданий, в сборнике лучших шахматных партий мира, сыгранных в период с 1876 по 1995 г.

## Награды и признание
- Государственная премия Республики Мордовия в области науки и техники за 1998 г. — за монографии об А. И. Полежаеве
- премия газеты «Литературная Россия» за 2005 г. «за блестящую статью о русском поэте девятнадцатого века Александре Полежаеве» (№ 32)
- литературная премия им. В. В. Горбунова (2014)
- Заслуженный деятель науки Республики Мордовия (2017).